# The Open Championship 1987
De 116e editie van het Brits Open werd van 16-19 juli 1987 gespeeld op de Muirfield Golf Links in Schotland.
Er deden acht voormalige winnaars mee: Severiano Ballesteros, Sandy Lyle, Greg Norman, Gary Player, Tom Watson, Jack Nicklaus en Lee Trevino kwalificeerden zich voor het weekend, Arnold Palmer niet.
De top-10 hadden steeds een totale score onder par. Rodger Davis ging de eerste ronde aan de leiding met een ronde van 64 (-7), Paul Azinger nam de leiding over door een tweede ronde van 68 te spelen, en behield de leiding na ronde 3. Hij begon de laatste ronde met slechts 1 slag voorsprong op Nick Faldo en David Frost, maar na negen holes was zijn voorsprong drie slagen. Het was mistig en na zestien holes was zijn voorsprong nog maar 1 slag. Die viel weg toen hij een bogey op hole 17 maakte. Faldo had 18 holes in par gespeeld en won zijn eerste Major.

## Top-10
| Nr | Speler        | Score           | Score | Prijs (£) |
| -- | ------------- | --------------- | ----- | --------- |
| 1  | Nick Faldo    | 68-69-71-71=279 | –5    | 75.000    |
| T2 | Paul Azinger  | 68-68-71-73=280 | –4    | 49.500    |
| T2 | Rodger Davis  | 64-73-74-69=280 | –4    | 49.500    |
| T4 | Ben Crenshaw  | 73-68-72-68=281 | –3    | 31.000    |
| T4 | Payne Stewart | 71-66-72-72=281 | –3    | 31.000    |
| 6  | David Frost   | 70-68-70-74=282 | –2    | 26.000    |
| 7  | Tom Watson    | 69-69-71-74=283 | –1    | 23.000    |
| T8 | Nick Price    | 68-71-72-73=284 | E     | 18.667    |
| T8 | Craig Stadler | 69-69-71-75=284 | E     | 18.667    |
| T8 | Ian Woosnam   | 71-69-72-72=284 | E     | 18.667    |

Vanaf 1970:
1970 ·
1971 ·
1972 ·
1973 ·
1974 ·
1975 ·
1976 ·
1977 ·
1978 ·
1979 ·
1980 ·
1981 ·
1982 ·
1983 ·
1984 ·
1985 ·
1986 ·
1987 ·
1988 ·
1989 ·
1990 ·
1991 ·
1992 ·
1993 ·
1994 ·
1995 ·
1996 ·
1997 ·
1998 ·
1999 ·
2000 ·
2001 ·
2002 ·
2003 ·
2004 ·
2005 ·
2006 ·
2007 ·
2008 ·
2009 ·
2010 ·
2011 ·
2012 ·
2013 ·
2014 ·
2015 ·
2016 ·
2017 ·
2018 ·
2019 ·
2020